# Johannes de Grocheio
Johannes de Grocheio, francoski glasbeni teoretik, * 1255, Pariz, † 1320.